# Charles Eldon Brady
Charles Eldon Brady dr. (Pinehurst, Észak-Karolina, 1951. augusztus 12. – Orcas Island, Washington, 2006. július 23.) amerikai sebész, tengerész, űrhajós.

## Életpálya
1975-ben a Duke University keretében orvosi vizsgát tett, az University of Tennessee Medical Center Knoxville orvosa. 1978-tól az Iowa State University Ames sportorvosa. 1986 júniusában belépett a Haditengerészetbe (USAF). A  Naval Aerospace Medical Institute Naval Air Station Pensacola (Florida) sebésze.
1992. március 31-től a Lyndon B. Johnson Űrközpontban részesült űrhajóskiképzésben. Egy űrszolgálata alatt összesen 16 napot, 21 órát és 48 percet (406 órát) töltött a világűrben. Űrhajós pályafutását 2002. augusztus 14-én fejezte be.

## Űrrepülések
STS–78 a Columbia űrrepülőgép 20. repülésének küldetésfelelőse. A  mikrogravitációs laboratóriumban 46 kísérletet (10 nemzet és öt űrügynökség programja) vezényeltek le az élet (orvostudomány) és az anyagtudomány kérdéskörében. Az élet kísérletek között a növények, az állatok és emberek mellett az űrrepülés körülményei is szerepeltek. Az anyagok kísérletei között vizsgálták a fehérje kristályosítást, a folyadék dinamikáját és magas hőmérsékleten a többfázisú anyagok megszilárdulását. Első űrszolgálata alatt összesen 16 napot, 21 órát és 48 percet (406 órát)töltött a világűrben. 11 000 000 kilométert (6 800 000 mérföldet) repült, 272 alkalommal kerülte meg a Földet.